# ستيفي جونسون
ستيفي جونسون (بالإنجليزية: Steve Johnson)‏ هو لاعب كرة قدم أمريكية أمريكي، ولد في 22 يوليو 1986 في سان فرانسيسكو في الولايات المتحدة.

## وصلات خارجية
- ستيفي جونسون على موقع مرجع كرة القدم المحترفة.كوم (الإنجليزية)